# Paul Fleming

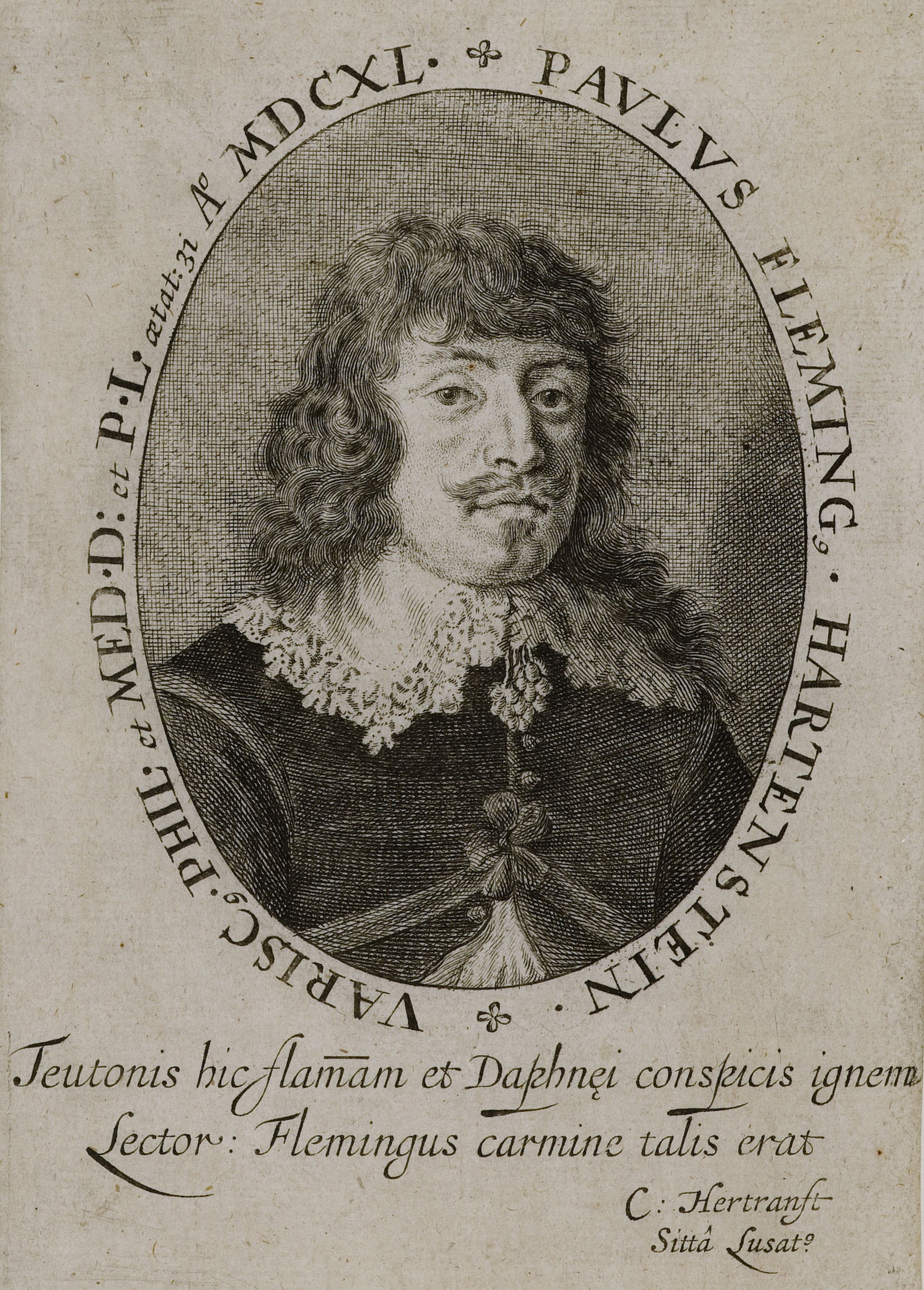
Paul Fleming (Frontispiz zu Teütsche Poemata, 1642)

Paul Fleming (* 5. Oktober 1609 in Hartenstein (Sachsen); † 2. April 1640 in Hamburg) war ein deutscher Arzt und Schriftsteller. Er gilt als einer der bedeutendsten Lyriker der deutschen Barockliteratur.

## Leben

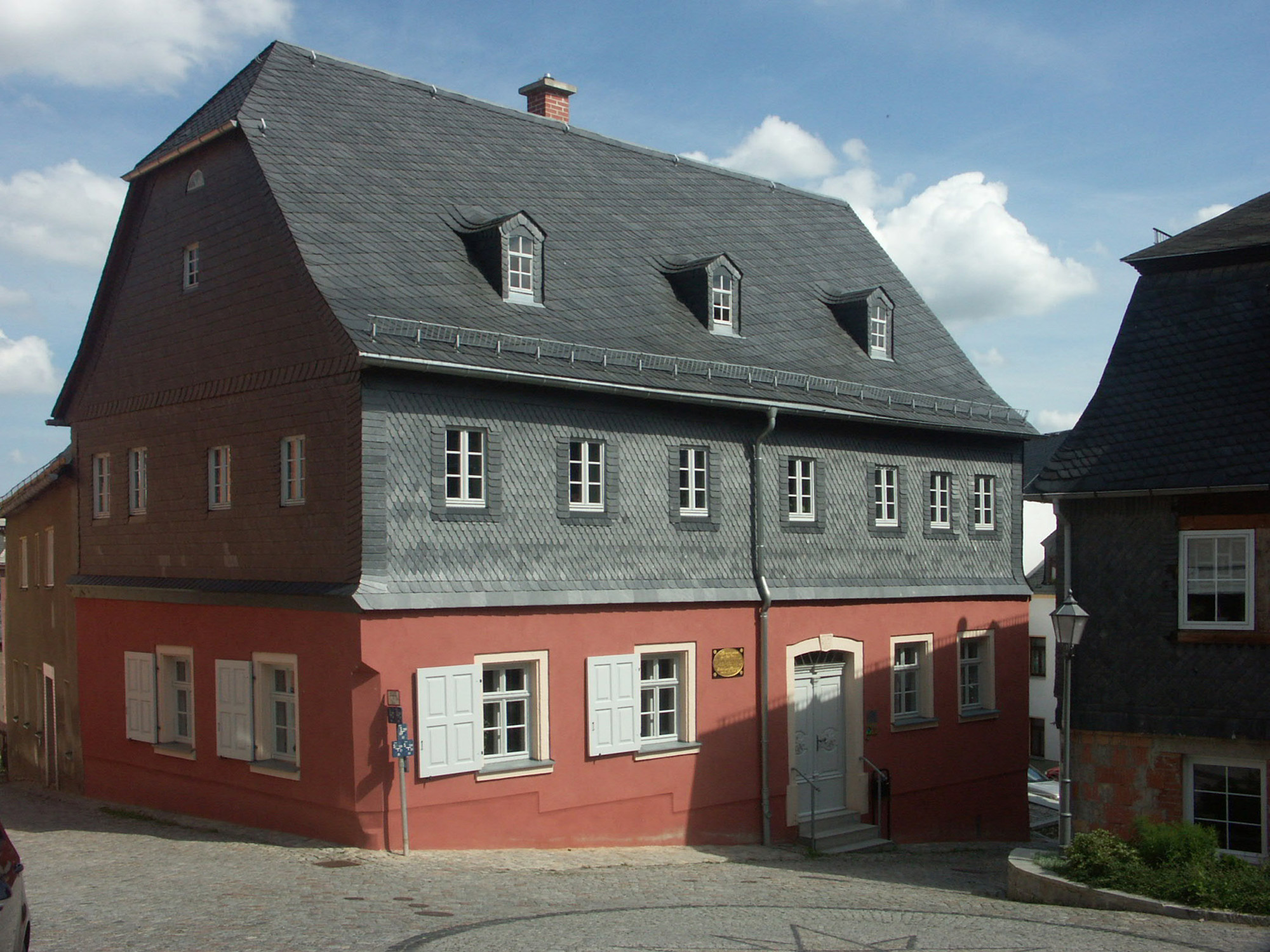
Flemings Geburtshaus in Hartenstein

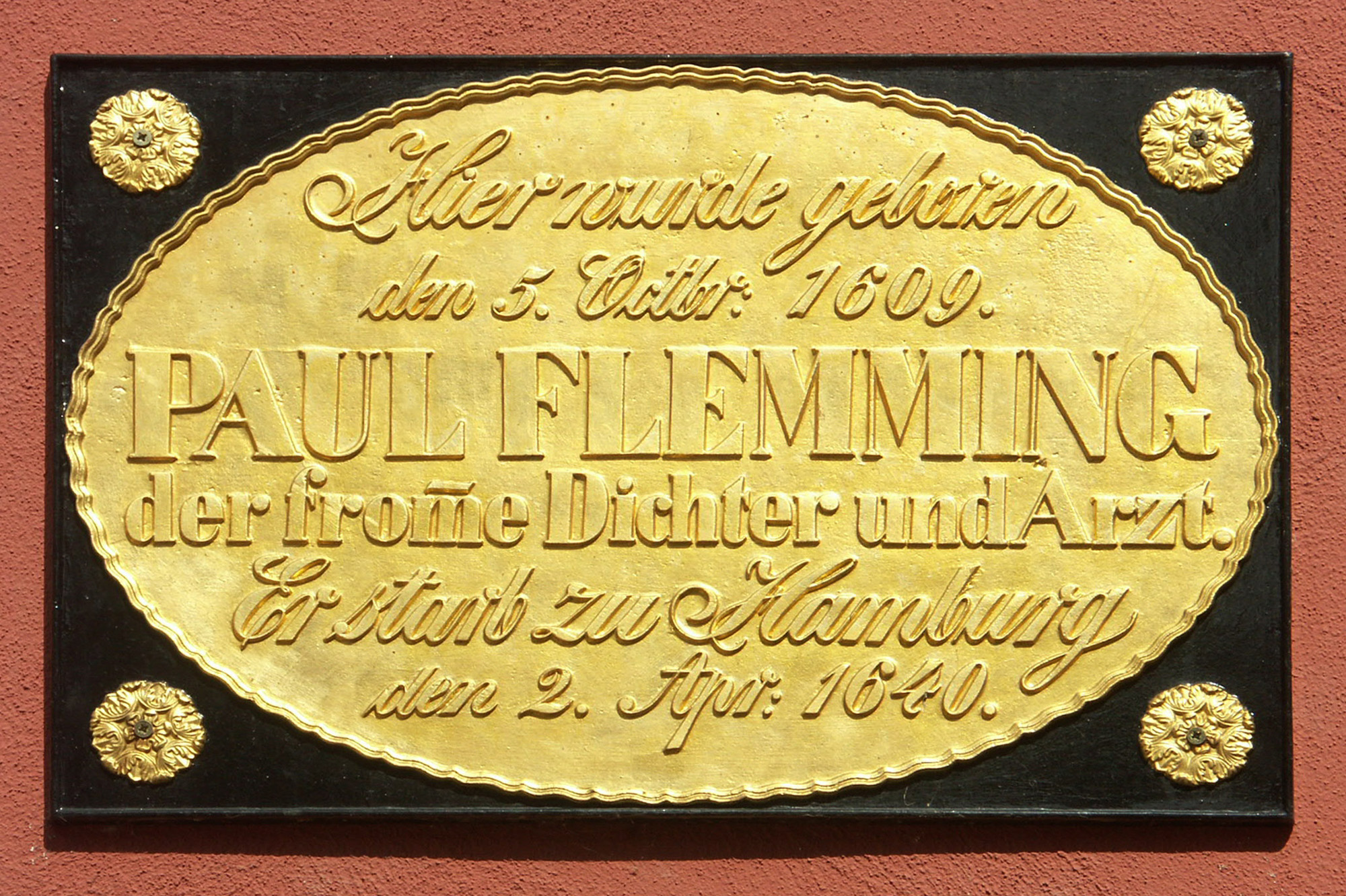
Gedenktafel am Geburtshaus

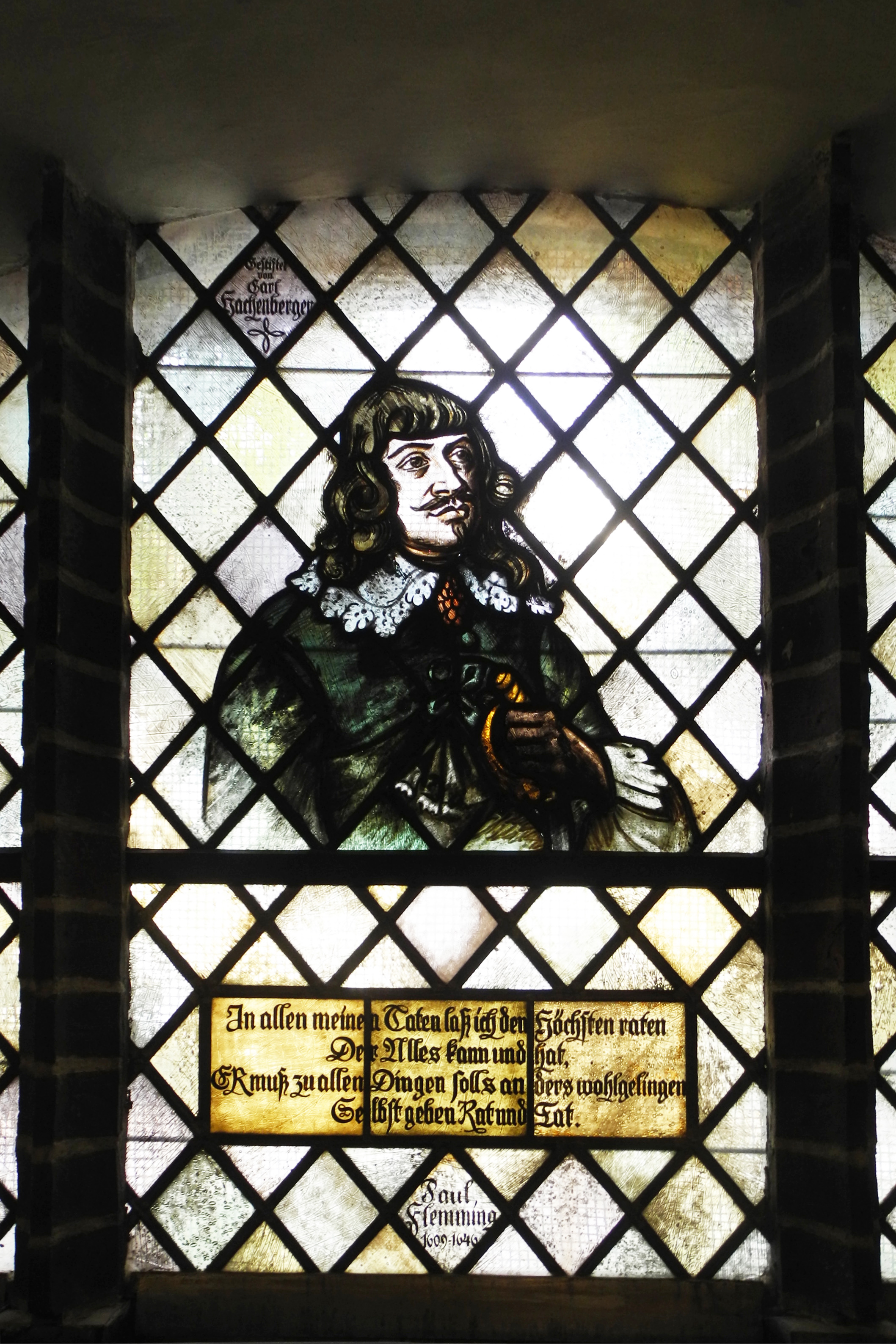
Paul-Fleming-Glasfenster in der Paul-Gerhardt-Kirche in Lübben

Paul Fleming war der Sohn des Stadtpastors Abraham Fleming von Hartenstein. Von seinem Vater erhielt er den ersten Unterricht. Anschließend besuchte er zunächst die Schule in Mittweida und wurde im Alter von 14 Jahren 1623 von Johann Hermann Schein in die Leipziger Thomasschule aufgenommen. 1628 immatrikulierte er sich an der Medizinischen Fakultät der Universität Leipzig und schloss das Studium 1633 mit dem Magistergrad ab. 1629 schloss er mit seinem Studienkameraden Georg Gloger (1603–1631) Bekanntschaft, mit dem er bis zu dessen Tod freundschaftlich verbunden blieb. Gloger wies Fleming auf das Buch von der Deutschen Poeterey von Martin Opitz hin. Opitz wurde zum Leitstern für Fleming. 1631 wurde er zum Poeta laureatus gekrönt (vgl. die Umschrift des gezeigten Porträts: PHIL.[osophiae] et MED.[icinae] D:[octor] et P.[oeta] L.[aureatus]).
Auf Einladung von Adam Olearius ging Fleming 1633 nach Holstein, wo Herzog Friedrich III. von Schleswig-Holstein-Gottorf ihn engagierte, als Hofjunker, Arzt und Truchsess seine Gesandtschaft nach Russland zu begleiten. Anfang August 1634 erreichte die Reisegruppe die russische Hauptstadt Moskau. Ein Teil der Gesandtschaft kehrte im April 1635 nach Gottorp zurück, während Fleming mit dem Rest in Reval verweilte.
Im Oktober desselben Jahres reiste Fleming mit der Gesandtschaft des Herzogs von Gottorf unter Leitung von Adam Olearius und Otto Brüggemann nach Persien. Im August 1637 erreichten sie Isfahan und blieben dort bis 1639. Schon auf der Rückreise aus Russland 1635 hatte er in Reval die drei Töchter der Kaufmannsfamilie Niehusen kennengelernt. In seinem Gedicht an Elsabe Niehusen „Ein getreues Hertze wissen“ betonte er den Wert der Treue für die menschliche Selbstbehauptung. 1639 verlobte sich Fleming mit Anna Niehusen, der jüngeren Schwester Elsabes, nachdem Elsabe 1637 den in ihrem Elternhaus beschäftigten Hauslehrer Salomon Matthiae geheiratet hatte.
Fleming erwarb 1640 an der Universität Leiden die medizinische Doktorwürde und beabsichtigte, nach Reval zu gehen, um sich dort als Arzt niederzulassen. Allerdings starb er auf dem Weg dorthin in Hamburg an einer Lungenentzündung und wurde im Chorumgang der Hauptkirche St. Katharinen bestattet, wo sich anstelle seines kriegszerstörten Grabsteins seit 1959 eine Gedenktafel befindet. Fleming wurde 30 Jahre alt.
Zu Flemings bekanntesten Gedichten gehören Auf den Tod eines Kindes und Madrigal. Eine Reihe seiner Sonette bezieht sich auf Orte, welche er während seiner Reisen besuchte. Zu seinen Lebzeiten wurden lediglich die Sammlung lateinischer Gedichte Rubella, seu Suaviorum Liber (1631) und Klagegedichte über das unschuldigste Leiden und Tod unseres Erlösers Jesu Christi (1632) veröffentlicht. Seine Teutschen Poemata, welche posthum im Jahre 1642 erschienen, wurden später in Geist- und Weltliche Poemata umbenannt und enthalten viele bemerkenswerte Liebeslieder. Fleming schrieb sowohl in Latein als auch in Deutsch. Seine lateinischen Gedichte wurden 1863 in einem Band durch Johann Martin Lappenberg veröffentlicht.
Fleming schrieb auch das Lied in neun Strophen In allen meinen Taten auf die Melodie von O Welt, ich muss dich lassen von Heinrich Isaac. Dieses Lied ist in mehreren Gesangbüchern enthalten.

## Lateinische Gedichte
Das von Paul Fleming zwischen 1630 und 1640 in Latein verfasste lyrische Corpus besteht aus einer Vielzahl von Gelegenheitsgedichten, welche sich dem kurzen Leben des Autors widmen. Thomas Haye schreibt: „Neben dem Thema des Dreißigjährigen Krieges begegnen hier Motive aus der Gesandtschaftsreise nach Russland, vor allem aber wird in ihnen ein über Deutschland und Europa gespanntes Netz gelehrter Freunde und Gönner sichtbar.“ Sein poetisches Œuvre setzt sich aus drei Teilen zusammen: Die Sammlung der Silvae, welche aus neun Büchern besteht, ist weitgehend nach dem Metrum gegliedert. Diese neun Bücher sind: Hexametrische Gedichte (1), elegische Distichen (2), Oden (3), Elfsilber (4), Choliamben (5) und Jambien (6); es folgen Gedichte über das Gymnasium zu Reval (7), die Suavia und einige Begleitgedichte (8) und schließlich Miscellanea (9). In der Kollektion findet man beinahe alle Textarten der neulateinischen Lyrik. Sie enthält moralisierende Verse, Satiren, Dankgedichte, Epithalamien, Zeitklagen, Panegyriken (auf Papst Urban VIII), Epicedien (z. B. auf Gustav Adolf) und zahlreiche Brief- und Freundschaftsgedichte (z. B. an seinen Kameraden Markus Opitz). Die an Augustus Buchner adressierten manes Grogeriani handeln, in sieben Büchern, von dem 1631 verstorbenen Georg Gloger. Schließlich hat Fleming auch zwölf Bücher mit Epigrammen (in elegischen Distichen) verfasst. Die Poesie bietet ein breites literarisches Spektrum, welches zum Teil recht deutlich durch den zeitgenössischen Schulunterricht und die Methode des Manierismus geprägt ist. Unter den römischen Vorbildern ist insbesondere Catull hervorzuheben, unter den modernen hingegen Petrarca, Johannes Secundus und Martin Opitz. Obgleich einige Jugendwerke bereits in den 1630er Jahren publiziert wurden, erschien die von Paul Fleming für den Druck vorbereitete lyrische Sammlung erst nach seinem Tode († 1640). Fleming zählt, wenngleich er ein kurzes Leben geführt hatte, zu den wichtigsten neulateinischen Dichtern Deutschlands.

## Die deutschsprachigen Gedichte

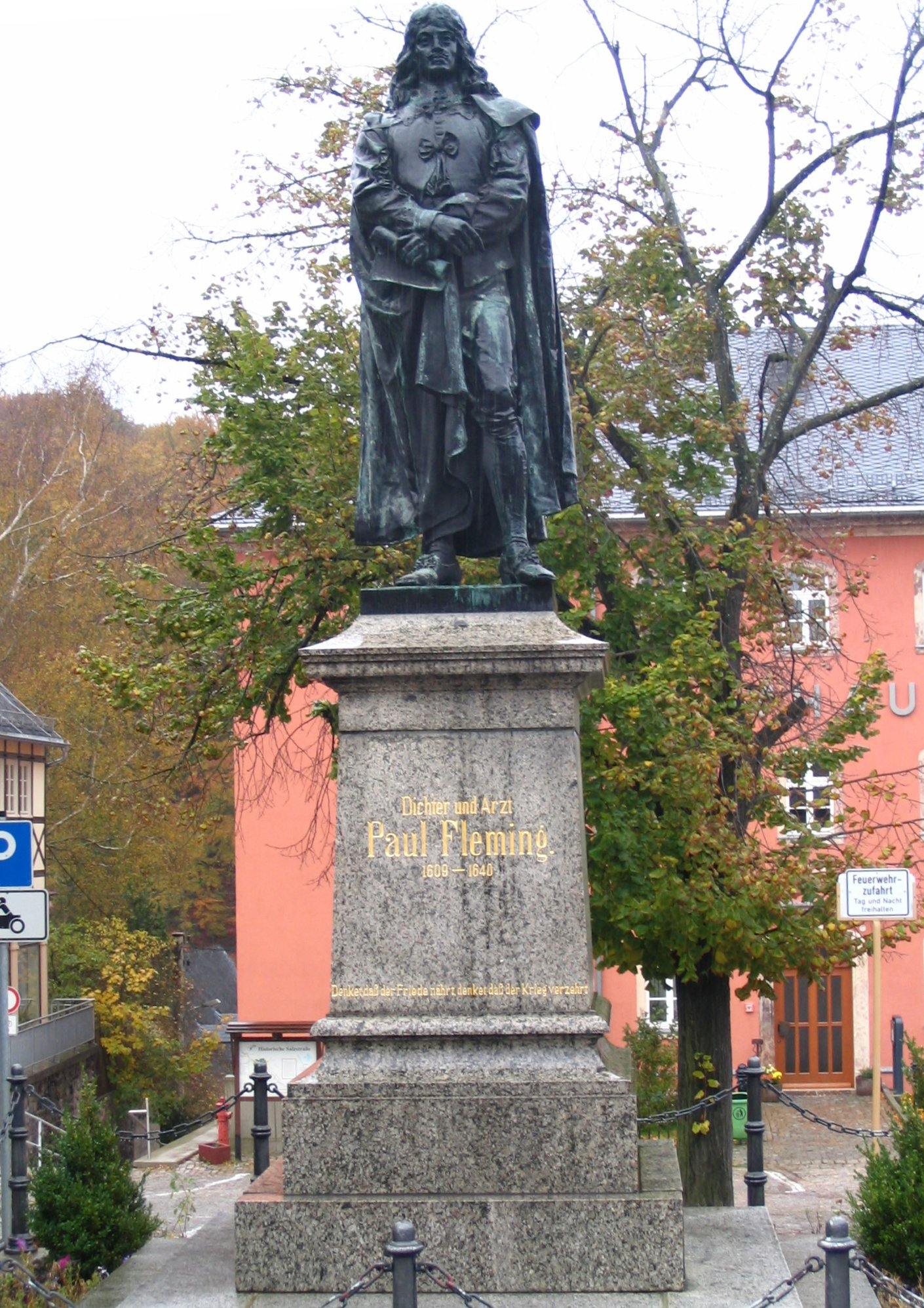
Fleming-Denkmal in Hartenstein

Paul Flemings literarisches Werk umfasst ausschließlich Lyrik, die zunächst nur in lateinischer Sprache verfasst wurde, weshalb die lateinischen Gedichte nahezu die Hälfte von Flemings Gesamtwerk ausmachen. Sie wurden von seinen Zeitgenossen hoch geschätzt und lassen ihren Verfasser heute als einen Hauptvertreter der neulateinischen Poesie des deutschen 17. Jahrhunderts erscheinen, wobei sie auf derselben Ebene stehen wie seine deutschen Werke.
Zusammen mit seinem Freund Adam Olearius unternahm Fleming in den Jahren 1633 und 1639 zwei große Gesandtschaftsreisen nach Russland und Persien mit einigen Aufenthalten in Reval. Die Reisezeit erbrachte für den Dichter die volle Entfaltung seines Sprachstils, eine Erweiterung der Themenwelt und die endgültige Gestaltung der Ausdrucksweise. Die erste große Ausgabe seiner Deutschen Gedichte (Teütsche Poemata), worauf die 1641 gedruckte Sammlung Prodromus (59 Gedichte) aufbaute, erschien 1642 und wurde seither sehr oft nachgedruckt. Der Dichter hatte sie noch selbst zusammengestellt und unter Berücksichtigung der verschiedenen inhaltlichen Themen (geistliche, Glückwunsch-, Leichen-, Hochzeits- und Liebesgedichte) in „Poetische Wälder“, „Überschrifften“, „Oden“ und „Sonette“ aufgeteilt. Die erste Gruppe (Poetische Wälder) besteht hauptsächlich aus Alexandrinern, von denen viele einen epischen Charakter besitzen. Das etwas kürzere „Buch der Überschrifften“ enthält Epigramme, eine Gattung, welche Fleming gerne in seinen lateinischen Werken verwendete.
Die größte Kreativität erlaubte die Ode, welche mit ihrem liedhaften Charakter dem musikalischen Sinn des Dichters ebenbürtig war. Gerade unter den Oden gibt es Gedichte, welche großen Erfolg erlangten („Neujahrsode 1633“; „In allen meinen Taten“; „Elsgens treues Herz“; „Laß dich nur nichts nicht tauren“; „Auf die Jtaliänische Weise: O fronte serena“). Einige von ihnen wurden in protestantischen Gesangbüchern verwendet. Ihre einfache Melodie erinnert oft an das Volks- und Gesellschaftslied, worin der Einfluss Johann Hermann Scheins, Flemings früherer Lehrer an der berühmten Thomasschule, deutlich wird. Die Oden und die „Poetischen Wälder“ enthalten auch Übersetzungen aus Il pastor fido von Giovanni Battista Guarini.
In Flemings Sonetten fand die deutsche Sonettdichtung, neben denen von Andreas Gryphius, ihren Höhepunkt. Ebenso wie viele andere Barockdichter füllte er diese Form mit petrarkischen, geistlichen, patriotischen und kausalen Themen. Ewa Pietrzak schrieb in Kindlers Literatur Lexikon zu Flemings Sonettkunst: „Was seine Sonette auszeichnet, ist neben aller formalen Vollendung eine Art Erkenntnis individueller Kraft, der Selbstverständlichkeit des menschlichen Wesens als Einzelschicksal.“ Fleming gibt also mit den Beispielen in den Gedichten oft persönliche Ansichten preis. Die empfohlenen Tugenden gründen im Neustoizismus einer Lebensphilosophie, welche dem Vanitas-Gedanken und dem berühmten carpe diem (Wörtlich übersetzt: „pflücke den Tag“, womit gemeint ist, seine Zeit, sein Leben zu nutzen) von Horaz nahekommt.
Als Höhepunkt seines Schaffens gelten Flemings erotische Dichtungen, in denen der deutschsprachige Petrarkismus seinen Höhepunkt erreichte. Er setzte dem petrarkischen Motiv der Selbstaufgabe das poetische Bekenntnis zur Selbstbehauptung entgegen und thematisierte wiederum das Hauptmotiv seiner gesamten Dichtung: die Beständigkeit und Treue zur Geliebten, zu sich selbst, zum Vaterland und zu seinem Glauben. Das vollständige Werk Flemings, der während des Dreißigjährigen Krieges lebte, umfasst zahlreiche Gedichte, welche das Thema Krieg und Frieden behandeln. Ihr Kennzeichen ist der ausgeprägte Friedenswille, der einer Verwirklichung entgegenstrebt.
Bei Fleming neu war der „Ton eines erlebten und erlebend reflektierenden Ichs“, den der Poet nach Auffassung von Hans-Georg Kemper entwickelte, indem jener, zunehmend verzweifelt, in poetischer Form während seiner Persienreise nach dem Sinn der Reise für sein Leben fragt habe.

## Werke
- Klagegedichte über das unschuldigste Leiden und Tod unsers Erlösers Jesu Christi, Leipzig 1632
- D. Paul Flemings Poetischer Gedichten So nach seinem Tode haben sollen herauß gegeben werden. Prodromus, hrsg. von Adam Olearius, Hamburg: Gutwasser 1641 (Digitalisat)
- Teutsche Poemata, herausgegeben von Adam Olearius (1646); ab 1651 unter dem Titel Geist- und Weltliche Poemata. (Digitalisat in einer Ausgabe von 1660, Digitalisat in einer Ausgabe von 1666, Digitalisat in einer Ausgabe von 1685)
- Im Evangelischen Gesangbuch ist ein Lied (EG 368) von Paul Fleming abgedruckt: In allen meinen Taten. (Link zum Text aus dem Jahr 1629)

## Rezeption

### Vertonungen
- David Pohle (1624–1695) vertonte 12 Arien auf Texte aus Flemings 5. Odenbuch.
- Johann Sebastian Bach benutzte die letzte Strophe von Flemings In allen meinen Taten, um Meine Seufzer, meine Tränen (BWV 13) und Sie werden euch in den Bann tun (BWV 44) zu schließen. Die komplette Hymne ist die Basis für Bachs Choralkantate In allen meinen Taten (BWV 97).
- Johannes Brahms (1833–1897) vertonte die Ode "Laß dich nur nichts nicht tauren" in dem Werk für vierstimmigen Chor mit Orgel- oder Klavierbegleitung "Geistliches Lied" (Op. 30).

### Belletristische Darstellungen
- Uwe Berger: Das Verhängnis oder Die Liebe des Paul Fleming. Aufbau-Verlag, Berlin 1983
- Daniel Kehlmann lässt in seinem Roman Tyll (Rowohlt, Reinbek 2017) im Kapitel „Die große Kunst von Licht und Schatten“ (Seite 347 bis 393) einen Magister Fleming, der kein anderer sein kann als Paul Fleming, als Reisegefährte von Adam Olearius mit dem Jesuiten Athanasius Kircher gemeinsam disputieren und auf Tyll Ulenspiegel treffen.

### Museum
In Flemings Geburtshaus, dem Paul-Fleming-Haus in Hartenstein, ist eine Gedenkstätte für den Dichter eingerichtet.